# استکهورن (زرمات)
استکهورن (به لاتین: Stockhorn) یک کوه در سوئیس است که در کانتون وله واقع شده‌است. استکهورن ۳٬۵۳۲ متر بالاتر از سطح دریا واقع شده‌است.